# مقاطعة سانت فرانسوا (ميزوري)
مقاطعة سانت فرانسوا (بالإنجليزية: Saint Francois County)‏ هي إحدى المقاطعات في ولاية ميزوري في الولايات المتحدة الأمريكية.

## أعلام
- ويليام ادمون روبنسون